# Pachyparnus indicus
Pachyparnus indicus är en skalbaggsart som först beskrevs av Waterhouse 1876.  Pachyparnus indicus ingår i släktet Pachyparnus och familjen öronbaggar. Inga underarter finns listade i Catalogue of Life.